# Davis Inlet
Davis Inlet était une communauté naskapie de la province canadienne de Terre-Neuve-et-Labrador autrefois habitée par la Première Nation innue de Mushuau.
Le lieu a été nommé d'après le fjord adjacent, portant le nom de son découvreur non autochtone, l'explorateur anglais John Davis.
Les résidents de Davis Inlet ont été transférés dans la nouvelle communauté de Natuashish, à 15 km (9,3 mi), en 2002.

## Établissement

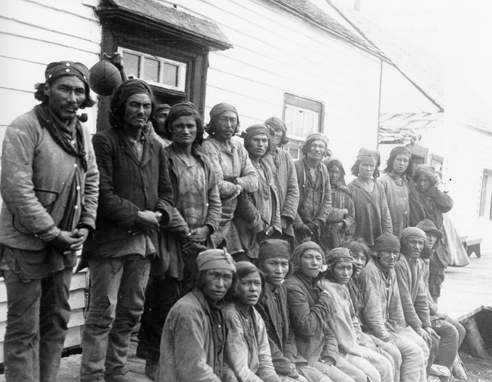
Commerçants innus rassemblés devant le poste de traite de la Compagnie de la Baie d'Hudson à Davis Inlet en août 1903.

La communauté de Davis Inlet s'est développée vers 1924 sur l'île Iluikoyak au cours d'une période de populations clairsemées de caribous des bois, lorsque les Innus ont commencé à passer leurs étés le long du littoral du bras de mer Davis (anglais : Davis Inlet).
Cet emplacement a été choisi en raison de son accessibilité, de son offre d'autres sources de nourriture autres que le caribou et de la présence d'un poste de traite de la Compagnie de la Baie d'Hudson qui était en mesure de fournir des pièges, des munitions, du tabac, du beurre, du sucre et de la farine aux Innus en échange de fourrures. Davis Inlet était également fréquentée par des missionnaires catholiques romains, que les Innus ont trouvés utiles. Au cours des années suivantes, les Innus ont commencé à passer d'un mode de vie nomade à un mode de vie plus sédentaire, voyageant à l'intérieur des terres pour chasser le caribou à l'automne et en hiver, mais passant l'été à Davis Inlet.
Sans consultation préalable, en 1948, le gouvernement de Terre-Neuve a déménagé les Innus de Davis Inlet dans la petite communauté inuite de Nutak non loin d'Okak dans le nord du Labrador, promettant de meilleures possibilités de pêche et de chasse. Cependant, deux ans plus tard, les Innus ont surpris les représentants du gouvernement en retournant à Davis Inlet, après avoir regagné l'intérieur du Labrador à pied. Le gouvernement a continué d'envisager la réinstallation des Innus et, en 1967, sous la pression des fonctionnaires et des missionnaires, les Innus de Davis Inlet ont déménagé et se sont installés sur l'île Iluikoyak tout au long de l'année, établissant la communauté de Davis Inlet (connue sous le nom d'Utshimasits par les Innus).

## Problèmes sociaux
Les problèmes avec le nouveau site pour la communauté de Davis Inlet ont commencé dès 1967.
L'établissement sur l'île Iluikoyak a empêché les Innus de continuer leurs pratiques traditionnelles pour se procurer de la nourriture en chassant le caribou sur le continent et la communauté a eu du mal à s'adapter à la dépendance à l'égard des aliments achetés en magasin.
L'île Iluikoyak est composée d'une roche solide, et parce que le travail de la roche était considéré comme trop cher, les maisons fournies par le gouvernement pour la colonisation ont été construites sans sous-sols ni systèmes d'eau et d'égouts.
Les maisons étaient également petites, mal construites et non conçues pour accueillir des familles élargies. Il a été rapidement découvert que l'approvisionnement en eau sur l'île était insuffisant et la plupart contaminé. Les déchets ont commencé à s'accumuler et des maladies comme la tuberculose sont apparues.
Beaucoup d'adultes de Davis Inlet ont lutté contre l'alcoolisme et le jour de la Saint-Valentin, en 1992, six enfants sans surveillance âgés de six mois à neuf ans sont morts dans un incendie de maison pendant que leurs parents buvaient lors d'une danse de la Saint-Valentin. Environ un quart de tous les adultes de Davis Inlet avaient tenté de se suicider au cours de l'année précédente, et entre 1973 et 1995, 50 vies ont été perdues par décès liés à l'alcool dans la communauté de 465 personnes,.
La consommation de substances inhalées était un autre problème à Davis Inlet, 47 enfants étant reconnus comme des toxicomanes chroniques, certains dès l'âge de 5 ans. En 1993, une vidéo (enregistrée par Simeon Tshakapesh, qui est le grand chef adjoint de la communauté innue de Natuashish depuis 2014) de six enfants de Davis Inlet âgés de 11 à 14 ans inhalant de l'essence dans une cabane non chauffée en hiver et criant qu'ils voulaient mourir a été diffusée aux médias.
Honteux de la publicité négative et du tollé international entourant les événements de 1993, le gouvernement canadien a accepté de déplacer les Innus de Davis Inlet vers le Labrador continental et, en décembre 2002, au coût de près de 200 millions de dollars, la communauté de Davis Inlet a été relocalisée à Natuashish. Le déplacement des Innus commence en décembre 2002, mais toutes les maisons ne sont pas prêtes à Natuashish. L'évacuation totale de Davis Inlet se termine en août 2003. 
Cependant, les problèmes de suicide, d'abus d'alcool et de solvants ont suivi la communauté et, en 2008, celle-ci a voté pour interdire totalement l'alcool. 
En novembre 1999, l'organisation internationale de défense des droits des autochtones Survival International a publié un rapport sur l'Innu du Labrador intitulé Le Tibet du Canada: l'assassinat des Innu. Le rapport qualifie les Innus de Davis Inlet de "personnes les plus suicidées au monde".
En novembre 2000, la communauté, avec Sheshatshiu, a pris la décision sans précédent de demander au gouvernement fédéral canadien d'intervenir et de contribuer à une crise de toxicomanie locale. En 2001, 35 enfants innus de Davis Inlet ont été envoyés à l’ancien Grace Hospital de St. John’s pour y être soignés. Selon le pédiatre et généticien Dr Ted Rosales, qui a fait partie de l'équipe de traitement en 2001, environ 24 des jeunes ont reçu un diagnostic de TSAF (trouble du spectre de l'alcoolisation fœtale).
La crise de Davis Inlet a été décrite dans le film documentaire Utshimassits: Place of the Boss réalisé en 1996.